# Paweł Śpiewak
Paweł Śpiewak (Varsóvia, 17 de abril de 1951 – Varsóvia, 30 de março de 2023) foi um político da Polónia. Ele foi eleito para a Sejm em 25 de Setembro de 2005 com 18403 votos em 19 no distrito de Varsóvia, candidato pelas listas do partido Platforma Obywatelska.

## Morte
Śpiewak morreu no dia 30 de março de 2023, aos 71 anos de idade.